# Acmaea leucopleura
Acmaea leucopleura är en snäckart som beskrevs av Gmelin 1791. Acmaea leucopleura ingår i släktet Acmaea och familjen Acmaeidae. Inga underarter finns listade i Catalogue of Life.